# Begir Memeti
Begir Memeti (31 december 1972) is een Vlaams-Italiaans-Albanese acteur. Bij het bredere publiek is hij vooral bekend als Faroud Kir in de Vlaamse televisiesoap Familie. 

## Achtergrond
Begir Memeti is van Italiaanse en Albanese afkomst. Zijn vader was Albanees en kwam in de jaren zestig naar België als vluchteling. Zijn moeder was Italiaanse en kwam naar België om te huwen met de vader van Memeti. Begir Memeti heeft zelf enkel de Italiaanse nationaliteit en niet de Belgische, hoewel hij hier is geboren en opgegroeid. Zijn voornaam was eigenlijk Beçir, in het Albanees geschreven, maar door een fout van de burgerlijke stand werd het "Begir".
Na zijn middelbare school verbleef hij anderhalf jaar in Sierra Leone en werkte er in de diamanthandel. Net voor het uitbarsten van de burgeroorlog keerde hij terug naar België.

## Acteur
Memeti volgde geen acteursopleiding. Via een persoonlijke kennis kreeg hij in 2008 een opdracht voor de film Dirty Mind. De scène waarin hij meespeelde werd echter weggeknipt uit de definitieve versie van de film.
Hij deed in 2009 audities voor een kleine rol in Dossier K. toen daar acteurs van Albanese afkomst gezocht werden. Het werd zijn eerste uitgezonden rol. In 2010 volgde de rol als verpleger Rachid in zijn tweede langspeelfilm Adem. Ook in Wolven en een kortfilm (Perfect drugs) speelde Memeti mee.
Naast de kleine rollen is Memeti voor het grootste deel van de tijd in dienst bij GMAC (bank van GM) geweest. Nu is hij actief als accountmanager bij Carflowmanager, een IT-firma voor autohandelaars.
In 2012 had hij een hoofdrol als Volkan Serter, de jonge commissaris van de Antwerpse politie in de VTM-televisieserie Deadline 14/10.
In 2013 was hij te zien als Habib Sadr in seizoen 1 van Wolven en als Lufti Massala in seizoen 1 van Binnenstebuiten.
Hij is ook te zien in Cordon, Aspe, De Ridder, Vermist, Vossenstreken, The Team, Professor T., Auwch_, Ge Hadt Erbij Moeten Zijn, Grond, The Window, Geldwolven en Billie vs Benjamin.
Hij heeft rollen in de kinderfilms K3 Dierenhotel en De Familie Claus 3. Hij heeft een rol in de film Spider in the Web.
Van juni 2014 tot en met januari 2018 maakte Memeti deel uit van de vaste cast van Familie. Hij vertolkte er de rol van Faroud Kir, de vaste vriend van Leen Van den Bossche. 
In het najaar van 2017 was Memeti te zien in het tweede seizoen van Spitsbroers, waarin hij de rol speelde van automonteur Beckers. 
Memeti speelde ook eind 2019 de rol van Ben in de film kortfilm Waarom Wraak? van Noa Jacobs.
Hij is te zien als Kris Muylaert in Undercover en en is ook te zien in de VRT-serie Zie mij graag.
In 2021 speelde Memeti de rol van Lupino in de film Nachtwacht: De dag van de bloedmaan. 
Memeti was ook te zien in de VRT-serie Chantal als Besnik Dushku. 
Sinds het najaar van 2024 is Memeti te zien in de VRT-soapserie Thuis als Rami Aslan, een politie-inspecteur en collega van Tim Cremers, Dieter Van Aert en Thilly Van Santen. Het zelfde moment keerde hij even terug als Faroud Kir in de VTM-soapserie Familie tot en met 2025 en is hij binnenkort te zien in de VTM-telenovelle Milo waardoor hij in drie fictiereeksen tegelijkertijd acteerde. 